# Gino Clavuot

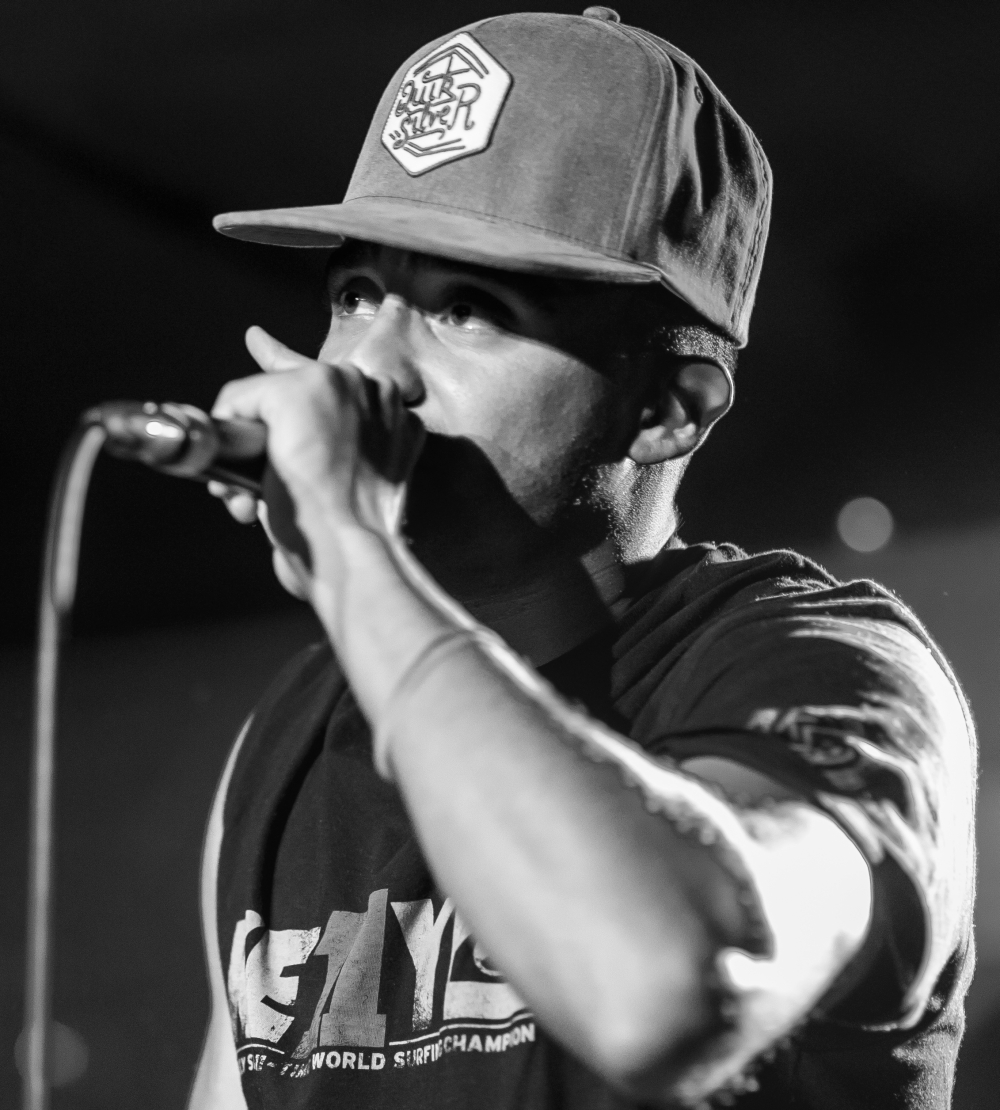
Gino Clavuot bei einem Konzert

Gino Clavuot, alias Snook, Eigenschreibweise SNOOK (* 20. April 1985 in Scuol, Aussprache [ˌd͡ʒi:nɔ klɐˈvu̯ɔt]) ist ein Schweizer Rapper mit brasilianischen Wurzeln.
Snook arbeitet hauptsächlich auf Bündnerromanisch (Vallader) und Schweizer Deutsch, aber je nach Thema auch auf Englisch, Italienisch, Spanisch, Deutsch und in anderen westeuropäische Sprachen. Muttersprache und Herkunft sind für ihn wichtige künstlerische Inhalte und Themen.

## Leben
Gino Clavuot ist in Tarasp und Scuol im Schweizer Unterengadin aufgewachsen. Entsprechend den lokalen Gegebenheit ist er zweisprachig auf romanisch und deutsch aufgewachsen.
Gino Clavuot wohnt in Zürich, Schiers und Scuol und arbeitet in Chur. Er studierte Wirtschaftswissenschaften an der Universität Zürich, fokussierte sich auf volkswirtschaftliche Themen und schloss 2016 seinen Bachelor in Business and Economics ab. Seit 2017 ist er beim Kanton Graubünden in verschiedenen Disziplinen wie Riskmanagement, Business Continuity Management und Organisationsentwicklung für die kantonale Verwaltung tätig. Im 2020 absolvierte er berufsbegleitend seinen Master in Effective Leadership an Wirtschaftswissenschaftlichen Fakultät der Uni Luzern.

## Künstlerische Entwicklung
Erste Erfahrungen mit Rap machte er 1999 am Gymnasium Ftan mit zwei jungen Rappern aus Lavin. Später entstand daraus die Gruppe Cammillionerz, die heute nicht mehr aktiv ist.
Nach ersten Beteiligungen an fremden Produktionen produzierte Snook 2005 sein erstes eigenes Werk Widerstand.
Die zweite Eigenproduktion Ufstand (Dialekt für Aufstand) erschien 2007. Sie stand als Download gratis zur Verfügung und führte zu beachtlichen  20'000 Downloads.
2009 entstand das Grobkonzept zur dritten eigenen CD Rapquotient, neu mit Rezia als Sängerin, Dj Flamin Fingaz und dem Rapper Clerence, teilweise in Zusammenarbeit mit Liricas Analas, mit Andri aus der Gruppe  Breitbild sowie Bandit aus der Gruppe Luut & Tüütli. Das Werk erschien schliesslich 2011. Erstmals erschienen parallel zur CD Videoclips, nämlich zu den Songs Nomol So Kli (Dialekt für Noch einmal so klein), Lang gsuacht (Dialekt für Lange gesucht) und No fain festa (romanisch für Wir feiern).
Auf der 2013 erschienenen CD Rich O Pover (romanisch für Reich oder arm) wirken die Bündner Andri, LIV, C-Beat, Jusht, Paco Raps und Simeon Tsoutsaios mit. 2015 wirkte Snook im Projekt «So klingt die Schweiz» mit, welches von 20 Minuten und Cooop unterstützt wurde. Snook aus Graubünden, Alejandro Reyes aus der Westschweiz, Make Plain aus dem Tessin und Anna Känzig aus der Deutschschweiz – casteten für das Projekt «So klingt die Schweiz» Musiker aus ihren Landesteilen und formierten sie zu einer Band, die unter der Regie von Hitproduzent Roman Camenzind den Song aufnahm. Innert kürzester Zeit hat der produzierte Song «Momento» Platz eins der iTunes-Charts erstürmt. 
Gino Clavuot strebt in seinen Songs eine "positive Sozialkritik" an, seine Texte wollen Optimismus verbreiten. Musikalisch ist das Werk dem klassischen Hip-Hop zuzuordnen. Es soll für Unterhaltung sorgen, aber auch zum Nachdenken anregen. Snook strebt ein gemischtes Publikum an.
Bei Liveauftritten besteht die Gruppe aktuell aus Snook, Clerence, Rezia und Dj Flamin Fingaz (Stand 2014).
Seit 2015 fokussiert sich SNOOK auf die Veröffentlichung von Singles. Unter anderem hat er "Che bel Di", "Koffra Packt", "Tia Vita" und "Gold" veröffentlicht. 2016 erhielt er für seine Tätigkeit und Einsatz für die Rätoromanische Sprache den Bündner Förderungspreis, welcher mit CHF 20'00.- dotiert ist. Den Song "Gold" widmet er seinem langjährigen Freund Nevin Galmarini. Während einer gemeinsamen Reise kaufte Arno Galmarini eine edle Flasche Whisky und versprach, diese zu öffnen, falls sein Bruder Nevin Galmarini an den Olympischen Spielen 2014 in Sotschi Gold gewinnen sollte. Nevin kam mit der Silbermedaille nach Hause. Trotz dieser hervorragenden Leistung blieb die Whisky-Flasche zu. «Kai Silber, numma Gold» war die Devise, und Nevin Galmarini musste sich noch stärker anstrengen. Die Flasche konnte dann vier Jahre später geöffnet werden, als Nevin Galmarini an den Olympischen Spielen in Pyeongchang die Goldmedaille gewann.
Im Rahmen der Emna Rumantscha (romanisch für romanische Woche), die vom Eidgenössischen Departement für auswärtige Angelegenheiten (EDA) lanciert wird, wurde Snook angefragt, als Botschafter für das Generalkonsulat in Montreal zu fungieren. Dabei entstand eine Videoproduktion, die sich den Themen Heimat und Rätoromanisch widmete. Dabei stellte Snook erstmals seinen Song Astronaut vor, welcher einen Tag später am 22. Februar 2022 erschienen ist. Dieser Song befasst sich mit der Orientierungslosigkeit der Jugend und erzählt die Geschichte von zwei Personen, die sich zufällig an einem Bahnhof treffen.
Seit 2024 ist er Botschafter der Bergbahnen in Scuol und fungierte als Ambassador für die Tourismusregion Engadin Scuol Samnaun Val Müstair AG (TESSVM). Dabei entstand das Musikstück "Libertà". Der zweisprachige Song entstand aus allen Inputs rund um das Freiheitsgefühl der Gäste und Einheimischen der Ferienregion. Das Projekt entstand in Zusammenarbeit mit Nina Mayer, Dario Fallet und einem Kinderchor bestehend aus über 50 Kindern.

## Diskografie
- 2003: Spastä Flows
- 2004: Kameleon
- 2005: Widerstand
- 2007: Ufstand
- 2011: Rapquotient (Gleis Music)
- 2013: Rich o pover (Gleis Music)
- 2015: "Momento" (Alejandro Reyes, Snook, Make Plain & Anna)
- 2015: Che Bel Di (feat. Rezia Ladina Peer)
- 2016: Koffra Packt (feat. ZID)
- 2017: Tia Vita
- 2018 Can't Wait (feat. Rezia Ladina Peer)
- 2021: Gold
- 2022 Astronaut
- 2022 Il Lai
- 2023 Ladina (Radio Edition & Acoustic)
- 2023 Bellas Festas (Radio Edition & Acoustic)
- 2025 Liberta (feat. Nina Mayer & Dario Fallet)